# Teddy Wilson
Teddy Wilson o Theodore Shaw Wilson (Austin, Texas, 24 de noviembre de 1912 - New Britain, Connecticut, 31 de julio de 1986) fue un pianista y director de banda estadounidense.
Liderando su propia banda, entre 1935 y 1937 realizó una serie de grabaciones históricas con la vocalista Billie Holiday y el tenor saxo Lester Young que son clásicos del swing. Después Wilson se unió al trío de Benny Goodman en 1936, para más tarde en 1940 desempeñarse como líder de conjuntos reducidos o como solista, demostrando así su refinada y artística mezcla de estilos.
Wilson volvió a grabar con Lester Young a mediados de los años 50 cuando, a lo largo de dos días de grabaciones, sacaron dos álbumes clásicos para la discográfica de Norman Granz, Verve Records. El primero, Prez and Teddy (1956), como el Lester Young & Teddy Wilson Quartet (con Jo Jones y Gene Ramey) y el segundo, The Jazz Giants '56, con los mismos músicos, más Vic Dickenson, Roy Eldridge y el guitarrista Freddie Green.

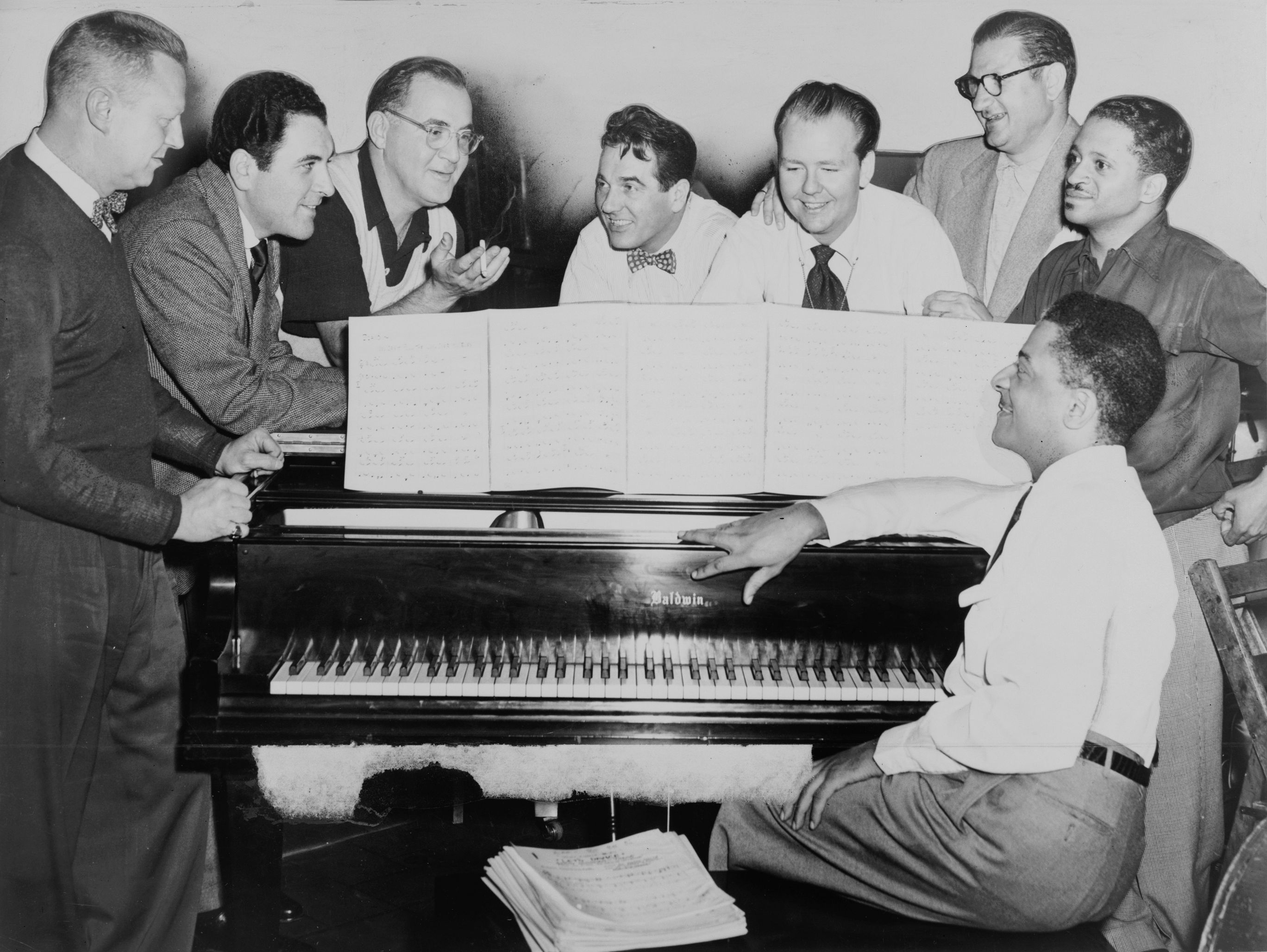
Al piano en un ensayo de Benny Goodman: con Goodman, Gene Krupa, y otros.